# Бейли, Роберто
Робе́рто Бе́йли (исп. и англ. Roberto Bailey; 10 августа 1952 — 11 июня 2019) — гондурасский футболист, нападающий, участник чемпионата мира 1982 года.

## Карьера

### Клубная
Роберто Бейли играл за клубы «Виктория» и «Марафон» в футбольной лиге Гондураса.

### В сборной
В составе сборной был на чемпионате мира 1982 года в Испании, однако на поле не выходил.